# Schlacht bei Dreux
Die Schlacht bei Dreux (in der Schweiz auch «Schlacht bei Blainville») fand am 19. Dezember 1562 im Rahmen der französischen Hugenottenkriege zwischen dem Heer der katholischen und der reformierten Partei statt und endete mit einem Sieg der Katholiken. Die katholische Armee wurde kommandiert vom sog. Triumvirat bestehend aus dem Herzog von Guise, dem Konnetabel de Montmorency, sowie dem Marschall de St. André. Die protestantische Armee stand unter dem Kommando des Fürsten von Condé und Gaspards II. de Coligny.
Im Verlauf der Schlacht erlitten beide Seiten große Verluste, über 8.000 Tote sollen auf dem Schlachtfeld gelegen haben. Eine besondere Rolle im Schlachtverlauf spielten die etwa 6.600 Schweizer Söldner aus den katholischen Orten der Alten Eidgenossenschaft, die auf der Seite der französischen Katholiken kämpften und in den Hugenottenkriegen den Kern der katholischen Armee Karls IX. bildeten. Unter dem Kommando des Luzerner Obersten Gebhard Tamman leisteten sie so starken Widerstand, dass die katholische Seite die schon verloren geglaubte Schlacht noch einmal wenden konnte. Die Schweizer verloren dabei über 1000 Mann und ihren Anführer. Nach der Schlacht übernahm Hauptmann Ludwig Pfyffer, der sogenannte „Schweizerkönig“, das Kommando über das Schweizerregiment in französischen Diensten.
Anne de Montmorency wurde schon zu Beginn der Schlacht gefangen genommen, der Marschall de St. André fiel im Verlauf der Schlacht. Damit wurde das Triumvirat zerschlagen, wovon Katharina von Medici stark profitierte. Nach dem Tod des Herzogs von Guise im folgenden Jahr unterzeichnete sie das Edikt von Amboise, das den reformierten Glauben insbesondere für den Adel zuließ.